# Burggut Gemünden (Wohra)
Das Burggut Gemünden mit seinem Herrenhaus war ein Lehngut im Vorfeld der Burg in der Stadt Gemünden (Wohra) im nordhessischen Landkreis Waldeck-Frankenberg. Das Herrenhaus wurde wohl im 17. Jahrhundert errichtet und wurde 1973 abgerissen.

## Geschichte
Als die Grafschaften Ziegenhain und Nidda mit dem Tod des letzten Grafen, Johann II., im Jahre 1450 als erledigte Lehen an die Landgrafschaft Hessen fielen, verlor die von den Ziegenhainern um die Mitte des 13. Jahrhunderts innerhalb der ehemaligen Ortsbefestigung erbaute Wasserburg ihre strategische Bedeutung und wurde dem langsamen Verfall preisgegeben. 1556 wurde die gesamte Burg im Salbuch als verfallen angeführt, und ihre Reste verschwanden im Verlauf des 17. und 18. Jahrhunderts. Nur noch geringe Mauerreste auf dem Gelände des Bürgerhauses und die Straßennamen „Zur Burg“ und „Hofstraße“ erinnern heute an die ehemalige Burg.
Erster landgräflicher Amtmann im Amt Gemünden war (mindestens seit 1452) Gottfried Schleier und dieses Amt blieb bis zu deren Aussterben 1635 in seiner Familie. Hartmann Schleier, wohl ein Enkel, ist im Jahre 1504 als Amtmann zu Gemünden bezeugt. Hartmanns Enkel, ebenfalls Hartmann genannt, war mindestens von 1533 bis 1540 Amtmann und Pfandherr in Gemünden.
Die Amtmänner residierten wohl schon bald nicht mehr in der Burg, sondern im Herrenhaus der auf dem Burgareal errichteten Hofanlage. Es hatte eine steinerne, zweiseitige Freitreppe vor dem massiven Untergeschoss, auf dem spätestens um 1700 zwei Fachwerkgeschosse erbaut wurden. Der Innenhof der im Laufe der Zeit vierseitig umbauten Hofanlage war annähernd quadratisch. An der Südseite stand das Herrenhaus, an den anderen Hofseiten befanden sich Wirtschaftsgebäude, und südlich des Herrenhauses lag ein Garten.
Hessen-Kassel musste 1627 unter anderem ganz Oberhessen und damit auch Gemünden an Hessen-Darmstadt abtreten, und mit dem Erlöschen der Familie Schleier im Mannesstamm im Jahre 1635 kam das Burggut an den Hessen-Darmstädtischen Rat Philipp Ludwig Fabricius. Er war 1627 Hessen-Darmstädtischer Kammer-Sekretär und Archivregistrator in Ziegenhain geworden, wurde 1637 Hessen-Darmstädtischer Vize-Kanzler, war dann von 1648 bis zu seinem Tod 1666 Kanzler und wurde 1644 in den Reichsadelsstand erhoben. Im Jahre 1709 verkauften seine beiden überlebenden Söhne Georg Philipp (1632–1709) und Weiprecht Ludwig (1640–1724) das Burggut in Gemünden und ein ebenfalls aus dem Schleierschen Erbe stammendes Gut in Josbach an den Major Wallrath von Hornumb, wohl einen Enkel des 1685 verstorbenen Kavallerie-Obristen Wilhelm von Hornumb. 1739 scheint das Burggut an eine Familie von Scheffer gekommen zu sein, aber schon 1749 wurde der Hessen-Kasselische Obristleutnant Henrich Donat von Freiwald als Lehnsinhaber genannt. Freiwald starb 1765. Seine Witwe war eine geborene von Baumbach und der beiden Tochter Florentina Amöna († 1813) heiratete ebenfalls in die Familie Baumbach. Mit ihrer Heirat kam das Burggut Gemünden 1768 an den Rittmeister Karl Ludwig (II.) von Baumbach (1745–1794). Das Herrenhaus wurde vermutlich bereits von ihm erneuert. Das Gut blieb bis 1903 im Besitz seiner Nachkommen, die es dann an den Gutspächter verkauften. Später erwarb eine Familie Erle das Gut und bewirtschaftete es bis 1968.
Die Hofanlage mit dem Herrenhaus, der sogenannte Burghof oder auch Gutshof Erle, wurde im November 1973 abgerissen. Drei Fotos aus der Zeit vor dem Zweiten Weltkrieg zeigen das imposante, von einem Walmdach gedeckte Gebäude in Vorder- und Seitenansicht und die Freitreppe im Hof.